# George Colley
George Colley (ur. 18 października 1925 w Dublinie, zm. 17 września 1983 w Londynie) – irlandzki polityk i prawnik, deputowany, wicepremier i minister.

## Życiorys
Syn Harry’ego Colleya, uczestnika powstania wielkanocnego i polityka. Kształcił się w szkole prowadzonej przez Kongregację Braci w Chrystusie, następnie studiował na University College Dublin. Uzyskał uprawnienia solicitora, do połowy lat 60. praktykował w zawodzie.
Zaangażował się w działalność polityczną w ramach Fianna Fáil. W 1961 po raz pierwszy został wybrany na deputowanego do Dáil Éireann. Z powodzeniem ubiegał się o poselską reelekcję w wyborach w 1965, 1969, 1973, 1977, 1981, lutym 1982 i listopadzie 1982. Zasiadał w niższej izbie irlandzkiego parlamentu do czasu swojej śmierci. W 1966 i 1979 bez powodzenia ubiegał się o przywództwo w swojej partii; pełnił funkcję zastępcy lidera FF.
Był członkiem rządów, którymi kierowali kolejni liderzy Fianna Fáil: Seán Lemass, Jack Lynch i Charles Haughey. Od października 1964 do kwietnia 1965 pełnił funkcję parlamentarnego sekretarza przy ministrze do spraw ziemi. Później zajmował stanowiska ministra: edukacji (od kwietnia 1965 do lipca 1966), przemysłu i handlu (od lipca 1966 do maja 1970), do spraw Gaeltachtu (od lipca 1970 do maja 1973), finansów (od maja 1970 do marca 1973 oraz od lipca 1977 do grudnia 1979), służb publicznych (od lipca 1977 do grudnia 1979), turystyki i transportu (od grudnia 1979 do stycznia 1980) oraz energii (od stycznia 1980 do czerwca 1981). Od lipca 1977 do czerwca 1981 sprawował także urząd wicepremiera.
George Colley był początkowo bliskim przyjacielem Charlesa Haugheya, którego znał ze szkoły; sam zachęcił przyszłego premiera do dołączenia do FF. W późniejszych latach relacje między nimi uległy pogorszeniu. W 1957 Charles Haughey zdobył mandat poselski, pozbawiając faktycznie ojca George’a Colleya (startującego w tym samym okręgu) możliwości uzyskania reelekcji. Obaj politycy stali się z czasem największymi konkurentami w ramach swojej partii. George Colley odmówił wejścia do powstałego po wyborach z lutego 1982 rządu Charlesa Haugheya, gdy odmówiono mu funkcji wicepremiera. W 1983 wspierał próbę przeforsowania wotum nieufności wobec lidera FF.

## Życie prywatne
Od 1950 był żonaty z Mary Doolan; miał siedmioro dzieci, w tym polityk Anne Colley.